# 二十碳三烯酸
二十碳三烯酸（英語： 或 icosatrienoic acid），分子式C20H34O2，是一类多不饱和脂肪酸（PUFA），简写20:3，常见的有：
- 二高-γ-亚麻酸，CAS号：1783-84-2
- 米德酸，CAS号：20590-32-3
- 金松油酸（義大利語：Acido sciadonico），CAS号：7019-85-4